# John K. Pe-ta
John K. Pe-ta (ジョン・K・ペー太) est un mangaka japonais spécialisé dans le hentai. Son pseudonyme est inspiré de John Carpenter. Comportement sexuel extrême et déformation anatomique extravagante caractérisent l'œuvre de ce mangaka.

## Œuvres
Manga
- 2003 : Monzetsu Caligula Machine (悶絶カリギュラマシーン)
- 2004 : Chou Monzetsu Curriculum (超悶絶課程)
- 2005 : Geki Monzetsu Operation (激！！悶絶オペレーション)
- 2005 : Muchi Muchi Monzetsu Fever (ムチムチ !! 悶絶フィーバー)
- 2005 : John K. Pe-Ta's World (ジョン・Ｋ・ペー太の世界)
- 2006 : Monzetsu!! Explosion (悶絶!!エクスプロージョン)
- 2007 : Puru Puru Monzetsu License (プルプル悶絶ライセンス)
- 2007 : Todoroke!! Monzetsu Screamer (轟け！！悶絶スクリーマー)
- 2008 : Super Fainting in Agony Curriculum PLUS (超悶絶カリキュラムプラス)
- 2008 : Tokimeki Monzetsu Balkan!! (トキメキ悶絶バルカン!!)
- 2009 : Geki!! Monzetsu Operation Plus (激!!悶絶オペレーションプラス)
- 2009 : MonfestXI (Eleven) (モンフェスXI(イレブン))
- 2009 : Muchi Muchi !! Monzetsu Fever Plus (ムチムチ悶絶!!フィーバープラス)
- 2010 : Super Monzetsu Mega Bitch ((スーパーモンゼツメガビッチ (ホットミルクコミックス 139))
- 2010 : Monzetsu!! Explosion Plus (悶絶!!エクスプロージョンプラス)
- 2011 : Search and Monzetsu Destroy (サーチ&悶絶デストロイ)
- 2012 : Monzetsu Kei
- 2012 : Kiseki no Ana
- 2015 : Wakuwaku Hameana Maison
- 2017 : Monzetsu Opportunity
- 2017 : Shiritsu Hameana Gakuen
- 2017 : Itoshiki Acmate - My Lovely Acmate